# 阿爾多拉 (喬治亞州)
阿爾多拉（英語：Aldora）是一個位於美國喬治亞州拉馬爾縣的城鎮。

## 地理
阿爾多拉的座標為33°02′57″N 84°10′32″W / 33.04917°N 84.17556°W，而該地的平均海拔高度為249米（即817英尺）。

## 人口
根據2010年美國人口普查的數據，阿爾多拉的面積為0.90平方千米，當中陸地面積為0.90平方千米，而水域面積為0.00平方千米。當地共有人口103人，而人口密度為每平方千米114人。